# Кривоносівська сільська рада (Бобринецький район)
| Кривоносівська сільська рада — колишній орган місцевого самоврядування у Бобринецькому районі Кіровоградської області з адміністративним центром у с. Кривоносове. Сільській раді були підпорядковані населені пункти: - с. Кривоносове |

## Склад ради
Рада складалася з 12 депутатів та голови.

### Керівний склад ради
| ПІБ                         | Основні відомості                                                                             | Дата обрання | Дата звільнення |
| --------------------------- | --------------------------------------------------------------------------------------------- | ------------ | --------------- |
| Афанасьєв Віктор Сергійович | Сільський голова, 1954 року народження, освіта, член Всеукраїнського об'єднання «Батьківщина» | 26.03.2006   | 31.10.2010      |
| Копотій Людмила Миколаївна  | Сільський голова, 1973 року народження, освіта вища, член Партії регіонів                     | 31.10.2010   |                 |

Примітка: таблиця складена за даними джерела

## Населення
Згідно з переписом УРСР 1989 року чисельність наявного населення сільської ради становила 420 осіб, з яких 190 чоловіків та 230 жінок.
За переписом населення України 2001 року в сільській раді мешкали 393 особи.

### Мова
Розподіл населення за рідною мовою за даними перепису 2001 року:
| Мова       | Відсоток |
| ---------- | -------- |
| українська | 96,16 %  |
| молдовська | 1,28 %   |
| російська  | 1,28 %   |
| гагаузька  | 1,02 %   |
| білоруська | 0,26 %   |